# Losing My Religion
Losing My Religion är en låt av den amerikanska rockgruppen R.E.M. som lanserades 1991. Det var den första singeln från albumet Out of Time som släpptes samma år. Låten kom att bli en stor hit, och i flera länder, däribland USA, är det deras bäst placerade singel på försäljningslistorna.
Skivbolaget Warner Bros. var oroade över valet av denna låt som första singel då de fann den oerhört okommersiell. Låten innehåller ingen riktig refräng, och mandolinspel av Peter Buck utgör en stor del av ljudbilden. Låttiteln som ordagrant betyder "förlorar min religion" utgör dock inte riktigt låtens betydelse. Michael Stipe har förklarat att det handlar mer om att tappa greppet, och om obesvarad kärlek.
Låten belönades senare med två Grammys, en för "bästa popframförande av duo eller grupp", och en för "bästa musikvideo". Den var även nominerad i kategorierna "årets låt" och "årets inspelning".
Magasinet Rolling Stone har listat den som #170 i deras lista The 500 Greatest Songs of All Time.

## Listplaceringar
- Billboard Hot 100, USA: #4[3]
- UK Singles Chart, Storbritannien: #19[4]
- RPM, Kanada: #16[5]
- Tyskland: #1[6]
- Nederländerna: #1[7]
- Österrike: #6[8]
- Schweiz: #11[9]
- VG-lista, Norge: #4[10]
- Topplistan, Sverige: #3[11]